# Bahnstrecke Tournon–Le Cheylard
| Gemischter Zug mit Mallet-Lokomotive 406 in Lamastre, 1960 |                     |                                      |                                      |
| Streckenlänge: | 52,28 km            |                                      |                                      |
| Spurweite: | 1000 mm (Meterspur) |                                      |                                      |
| Maximale Neigung: | 30 ‰                |                                      |                                      |
| Streckengeschwindigkeit: | 40/55 km/h          |                                      |                                      |
| |                     |                                      |                                      |
| \| \| \| von Givors-Canal \| \| \| \| 0,00 \| Tournon 123 m \| Tournon 123 m \| \| \| \| Tunnel de Tournon (641 m) \| \| \| \| \| Galerie Blachier (40 m) \| \| \| \| \| Doux (134 m) \| \| \| \| 2,2 \| Abzweigung (Ende Dreischienengleis) \| Abzweigung (Ende Dreischienengleis) \| \| \| \| nach Grezan \| \| \| \| 2,65 \| St. Jean-de-Muzols 128 m \| St. Jean-de-Muzols 128 m \| \| \| \| Tournon–St.-Jean-de-Muzols seit 2013 \| \| \| \| \| Douce-Plage \| \| \| \| \| Pont Grand \| \| \| \| 6,6 \| Troye \| Troye \| \| \| \| Viaduc de Troye (80 m),Doux \| \| \| \| \| Mordane \| \| \| \| \| Tunnel de Mordane (265 m) \| \| \| \| \| Clauzel \| \| \| \| 12,91 \| Colombier-le-Vieux 246 m \| Colombier-le-Vieux 246 m \| \| \| 18,52 \| Boucieu-le-Roi 276 m \| Boucieu-le-Roi 276 m \| \| \| \| Chapelle \| \| \| \| \| Doux \| \| \| \| 21,6 \| Arlebosc \| Arlebosc \| \| \| \| Doux \| \| \| \| \| Le Garnier \| \| \| \| 26,11 \| Le Plat 344 m \| Le Plat 344 m \| \| \| \| Monteil \| \| \| \| 32,59 \| Lamastre 373 m \| Lamastre 373 m \| \| \| 37,2 \| La Pras \| La Pras \| \| \| \| Mazoyer \| \| \| \| \| Margnac \| \| \| \| \| Chirols \| \| \| \| 42,66 \| St. Prix 600 m \| St. Prix 600 m \| \| \| \| Tunnel des Nonières (322 m) \| \| \| \| 44,7 \| Les Nonières \| Les Nonières \| \| \| \| Beauméa \| \| \| \| \| Tunnel (74 m) \| \| \| \| \| La Mure \| \| \| \| \| Tunnel (37 m) \| \| \| \| \| St. Cierge \| \| \| \| \| von La Voulte-sur-Rhône \| \| \| \| 52,28 \| Le Cheylard 430 m \| Le Cheylard 430 m \| \| \| \| nach Dunières \| \| |                     |                                      |                                      |
| Strecke |                     | von Givors-Canal                     | von Givors-Canal                     |
| Bahnhof | 0,00                | Tournon 123 m                        | Tournon 123 m                        |
| Tunnel |                     | Tunnel de Tournon (641 m)            | Tunnel de Tournon (641 m)            |
| Tunnel |                     | Galerie Blachier (40 m)              | Galerie Blachier (40 m)              |
| Brücke über Wasserlauf |                     | Doux (134 m)                         | Doux (134 m)                         |
| ehemalige Blockstelle | 2,2                 | Abzweigung (Ende Dreischienengleis)  | Abzweigung (Ende Dreischienengleis)  |
| Abzweig ehemals geradeaus und nach rechts |                     | nach Grezan                          | nach Grezan                          |
| Bahnhof (Strecke außer Betrieb) | 2,65                | St. Jean-de-Muzols 128 m             | St. Jean-de-Muzols 128 m             |
| Kopfbahnhof Strecke bis hier außer Betrieb |                     | Tournon–St.-Jean-de-Muzols seit 2013 | Tournon–St.-Jean-de-Muzols seit 2013 |
| ehemaliger Haltepunkt / Haltestelle |                     | Douce-Plage                          | Douce-Plage                          |
| Strecke mit Straßenbrücke |                     | Pont Grand                           | Pont Grand                           |
| Bahnhof | 6,6                 | Troye                                | Troye                                |
| Brücke über Wasserlauf |                     | Viaduc de Troye (80 m),Doux          | Viaduc de Troye (80 m),Doux          |
| Haltepunkt / Haltestelle |                     | Mordane                              | Mordane                              |
| Tunnel |                     | Tunnel de Mordane (265 m)            | Tunnel de Mordane (265 m)            |
| Haltepunkt / Haltestelle |                     | Clauzel                              | Clauzel                              |
| Bahnhof | 12,91               | Colombier-le-Vieux 246 m             | Colombier-le-Vieux 246 m             |
| Bahnhof | 18,52               | Boucieu-le-Roi 276 m                 | Boucieu-le-Roi 276 m                 |
| Haltepunkt / Haltestelle |                     | Chapelle                             | Chapelle                             |
| Brücke über Wasserlauf |                     | Doux                                 | Doux                                 |
| Haltepunkt / Haltestelle | 21,6                | Arlebosc                             | Arlebosc                             |
| Brücke über Wasserlauf |                     | Doux                                 | Doux                                 |
| Haltepunkt / Haltestelle |                     | Le Garnier                           | Le Garnier                           |
| Bahnhof | 26,11               | Le Plat 344 m                        | Le Plat 344 m                        |
| Haltepunkt / Haltestelle |                     | Monteil                              | Monteil                              |
| Kopfbahnhof Strecke ab hier außer Betrieb | 32,59               | Lamastre 373 m                       | Lamastre 373 m                       |
| Haltepunkt / Haltestelle (Strecke außer Betrieb) | 37,2                | La Pras                              | La Pras                              |
| Haltepunkt / Haltestelle (Strecke außer Betrieb) |                     | Mazoyer                              | Mazoyer                              |
| Haltepunkt / Haltestelle (Strecke außer Betrieb) |                     | Margnac                              | Margnac                              |
| Haltepunkt / Haltestelle (Strecke außer Betrieb) |                     | Chirols                              | Chirols                              |
| Bahnhof (Strecke außer Betrieb) | 42,66               | St. Prix 600 m                       | St. Prix 600 m                       |
| Tunnel (Strecke außer Betrieb) |                     | Tunnel des Nonières (322 m)          | Tunnel des Nonières (322 m)          |
| Haltepunkt / Haltestelle (Strecke außer Betrieb) | 44,7                | Les Nonières                         | Les Nonières                         |
| Haltepunkt / Haltestelle (Strecke außer Betrieb) |                     | Beauméa                              | Beauméa                              |
| Tunnel (Strecke außer Betrieb) |                     | Tunnel (74 m)                        | Tunnel (74 m)                        |
| Haltepunkt / Haltestelle (Strecke außer Betrieb) |                     | La Mure                              | La Mure                              |
| Tunnel (Strecke außer Betrieb) |                     | Tunnel (37 m)                        | Tunnel (37 m)                        |
| Haltepunkt / Haltestelle (Strecke außer Betrieb) |                     | St. Cierge                           | St. Cierge                           |
| Abzweig geradeaus und von links (Strecke außer Betrieb) |                     | von La Voulte-sur-Rhône              | von La Voulte-sur-Rhône              |
| Bahnhof (Strecke außer Betrieb) | 52,28               | Le Cheylard 430 m                    | Le Cheylard 430 m                    |
| Strecke (außer Betrieb) |                     | nach Dunières                        | nach Dunières                        |

Die Bahnstrecke Tournon–Le Cheylard war eine schmalspurige Eisenbahnstrecke in Frankreich. Ein Abschnitt der Strecke ist erhalten und wird von der Museumseisenbahn Train de l’Ardèche befahren.

## Lage
Der Vivarais ist eine der historischen Provinzen Frankreichs und weitgehend deckungsgleich mit dem heutigen Département Ardèche. Er liegt südlich von Lyon rechtsseits der Rhone in der Region Auvergne-Rhône-Alpes. Die Mittelgebirgslandschaft gehört geografisch zum Zentralmassiv, dessen östlichen Rand sie bildet. Sie ist hügelig mit stellenweise schroff eingeschnittenen Talabschnitten.

## Strecke

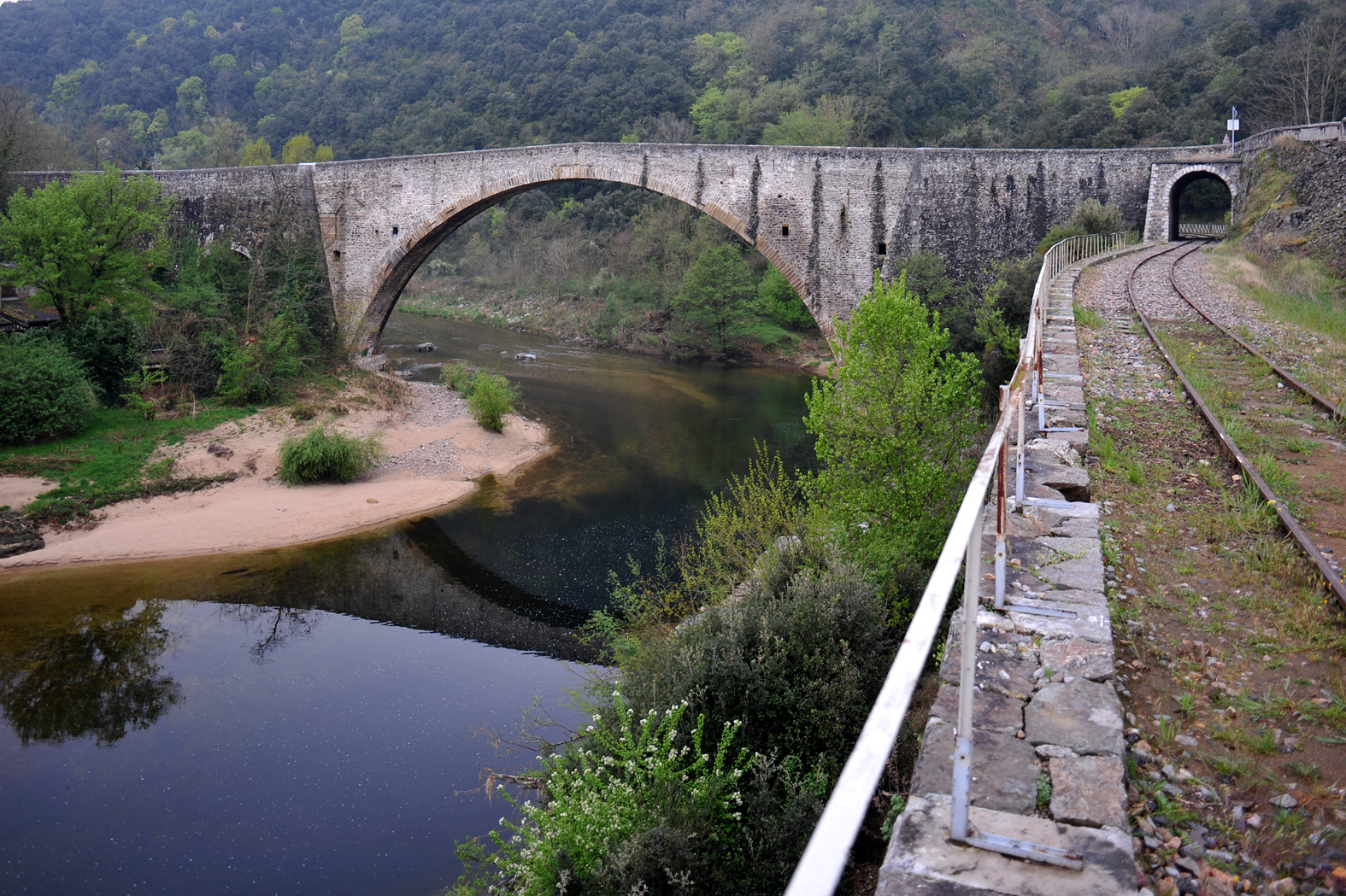
Der Pont Grand mit dem Eisenbahntunnel unter dem nördlichen Widerlager

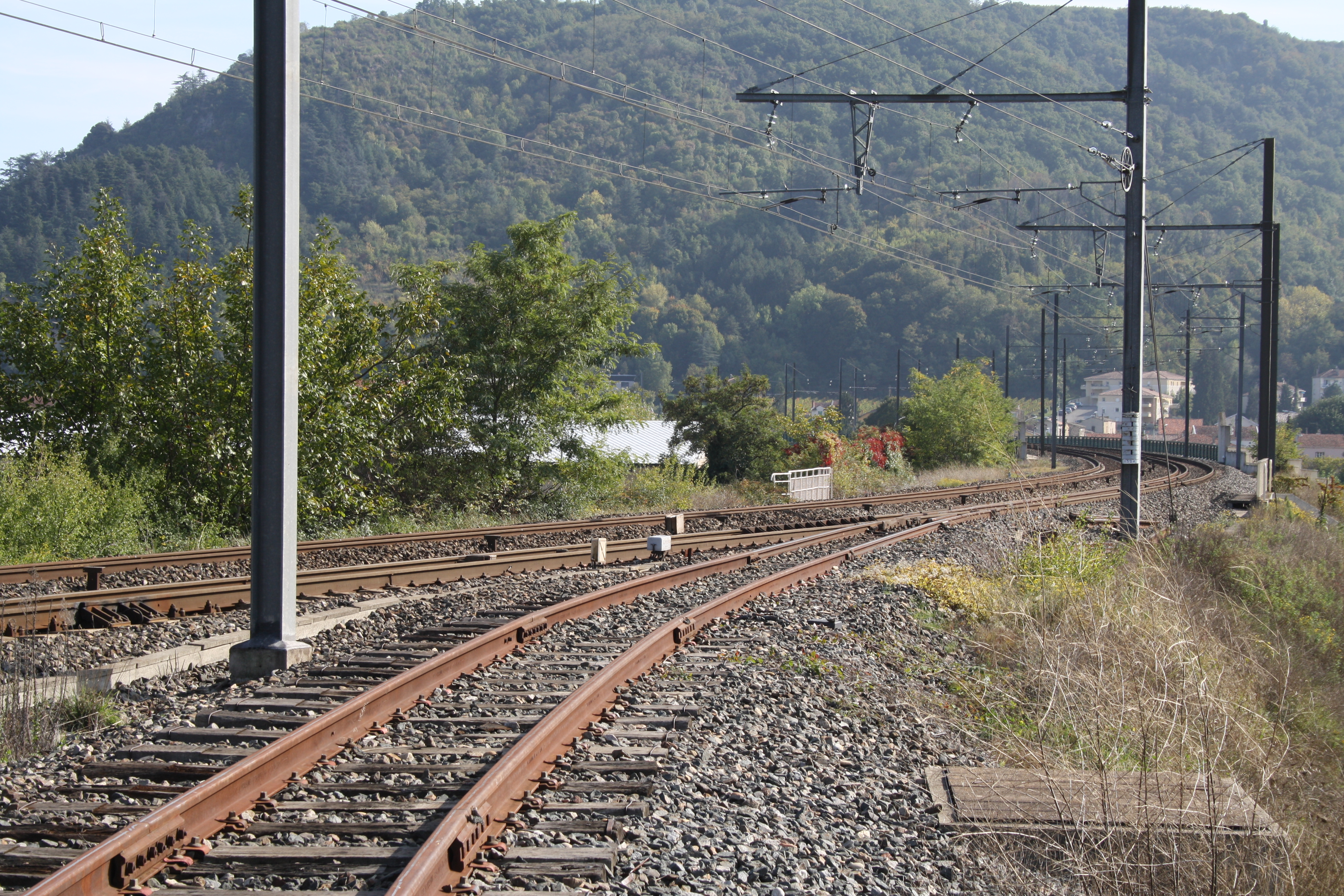
Abzweig der Schmalspurstrecke aus der Hauptbahn, im Hintergrund die neue Brücke über den Doux, 2015

Die Bahnstrecke Tournon–Le Cheylard folgt, vom Tal der Rhone ausgehend, weitgehend dem Lauf des Flusses Doux. Tiefste Stelle war der Bahnhof Tournon-sur-Rhône mit 123,16 Meter (Pegel Marseille), der Scheitelpunkt lag mit ca. 620 Meter bei etwa Kilometer 44. Am mittlerweile aufgelassenen Haltepunkt Douce-Plage unterquert sie das nördliche Widerlager der Brücke Pont Grand aus den Jahren 1379 bis 1583 und verläuft von dort bis zum Bahnhof Colombier-le-Vieux–Saint-Barthélemy-le-Plain durch die tief eingeschnittene Schlucht Gorges du Doux.
Die Strecke endete im Bahnhof Le Cheylard der ebenfalls meterspurigen Bahnstrecke La Voulte-sur-Rhône–Dunières auf einer Höhe von 430,35 Meter. Zwischen Lamastre und Le Cheylard ist die Strecke 1970 abgebaut worden. Die ehemalige Bahnstrecke kann heute zu Fuß oder mit dem Fahrrad als Teil des 75 km langen Wanderpfads „La Dolce Via“ erkundet werden.
In Tournon-sur-Rhône lagen der Bahnhof und das Betriebswerk unmittelbar neben dem Bahnhof der regelspurigen Bahnstrecke Givors-Canal–Grezan, einer Hauptbahn, die seit 1973 nur noch im Güterverkehr betrieben wird. Die dortigen Anlagen der Schmalspurbahn waren 2015 weitgehend erhalten, auch das Dreischienengleis mit den beiden Auszweigungen und Sicherheitseinrichtungen existierte noch.
Am Nordkopf der beiden Bahnhöfe mündet das Schmalspurgleis in das westliche Gleis der doppelspurigen Hauptbahn. Ursprünglich waren beide Richtungsgleise dreischienig angelegt worden, Anfang der 1950er Jahre wurde die Anlage jedoch stark vereinfacht. Auf 2,2 Kilometer Länge wird zunächst in zwei, 45 und 641 Meter langen, Tunneln ein Hang unterfahren. Kurz vor der Auszweigung aus dem Dreischienengleis überquerte die Strecke auf einem 134 Meter langen Eisenviadukt, der 2005 durch eine Betonbrücke ersetzt und im selben Jahr abgerissen wurde, den Doux. Gleich danach verlässt sie den gemeinsamen Abschnitt in westlicher Richtung. Die Regelspurstrecke war 1879 von der Eisenbahngesellschaft PLM eröffnet worden, das Dreischienengleis ist das einzig verbliebene seiner Art in Frankreich. Obwohl sich der Betreiber der Museumseisenbahn mit ca. drei Millionen Euro am Bau der neuen Brücke beteiligen musste, wurde ihm die Mitbenutzung des dreischienigen Abschnitts nur bis 2012 genehmigt.
Im ehemaligen Bahnhof St. Jean-de-Muzols wurden Gebäude, Gleise und Weichen nach 2011 abgebaut, sie fanden vermutlich im neuerrichteten Endbahnhof Tournon–St.-Jean-de-Muzols östlich des Pont Grand Verwendung. Die übrigen Gleise lagen im Jahr 2015 noch.

## Geschichte

### Bau, Eröffnung und erste Jahre

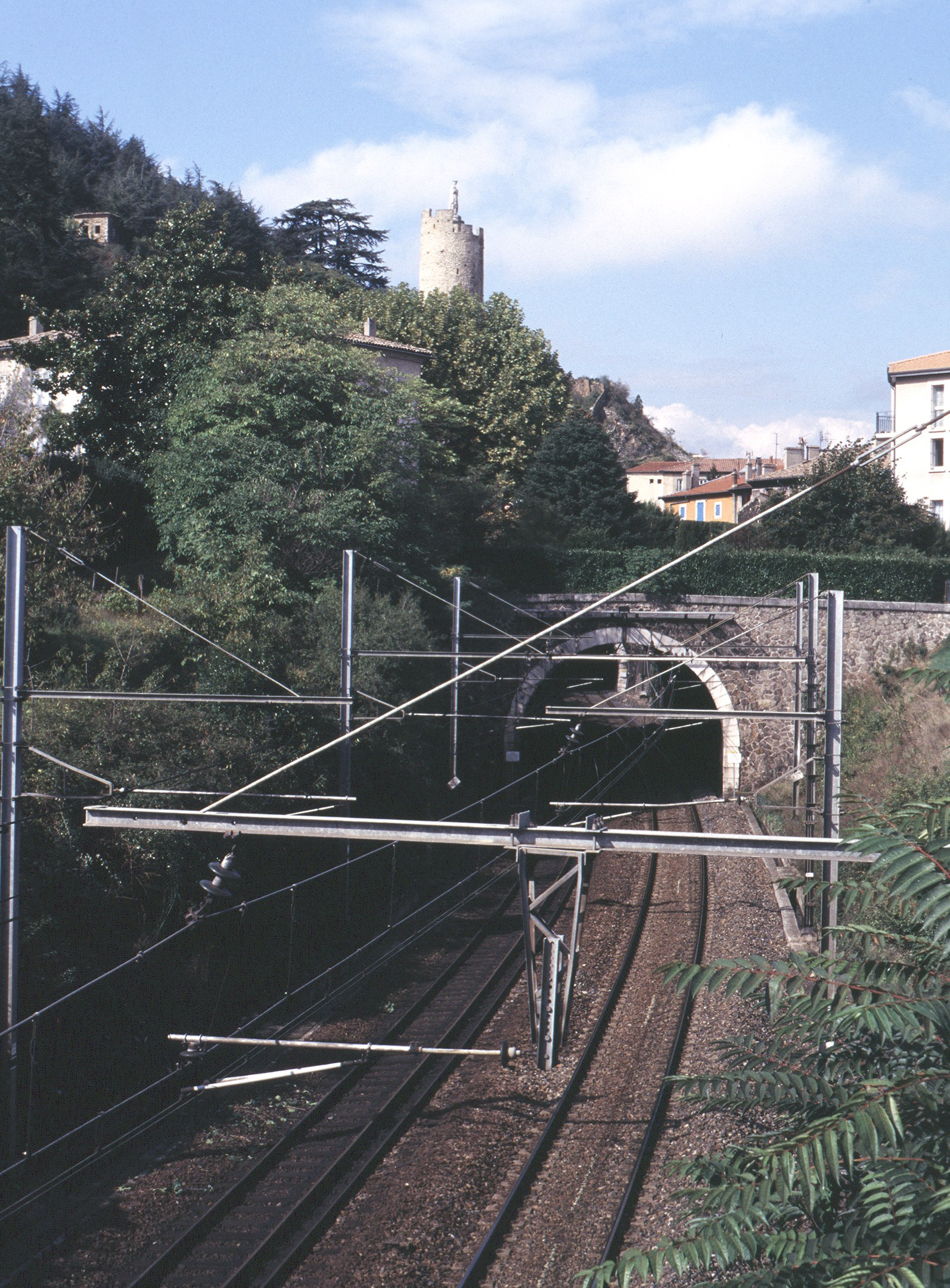
Dreischienengleis (links) vor dem Tunnel de Tournon

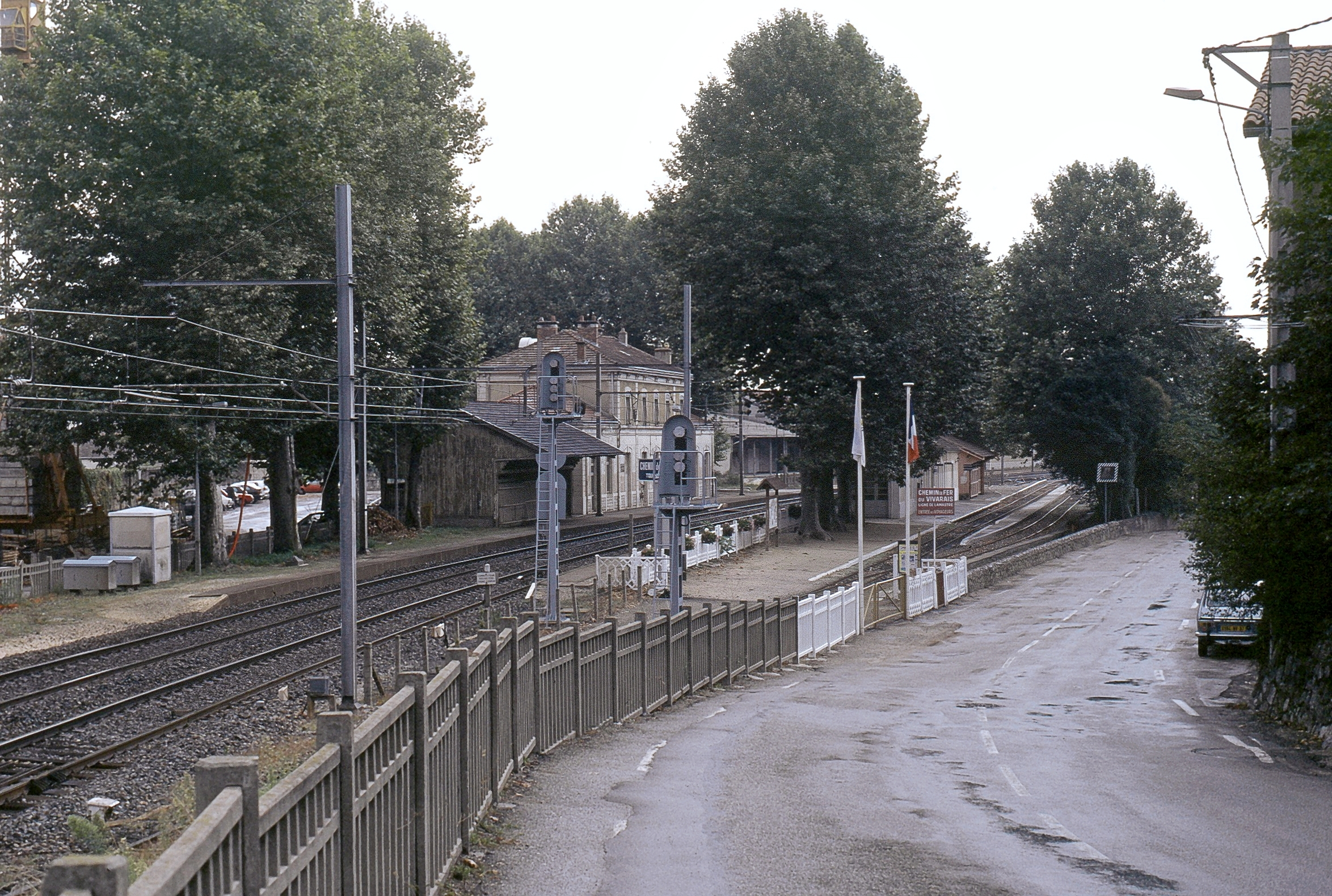
Regelspur- und Schmalspurbahnhof Tournon

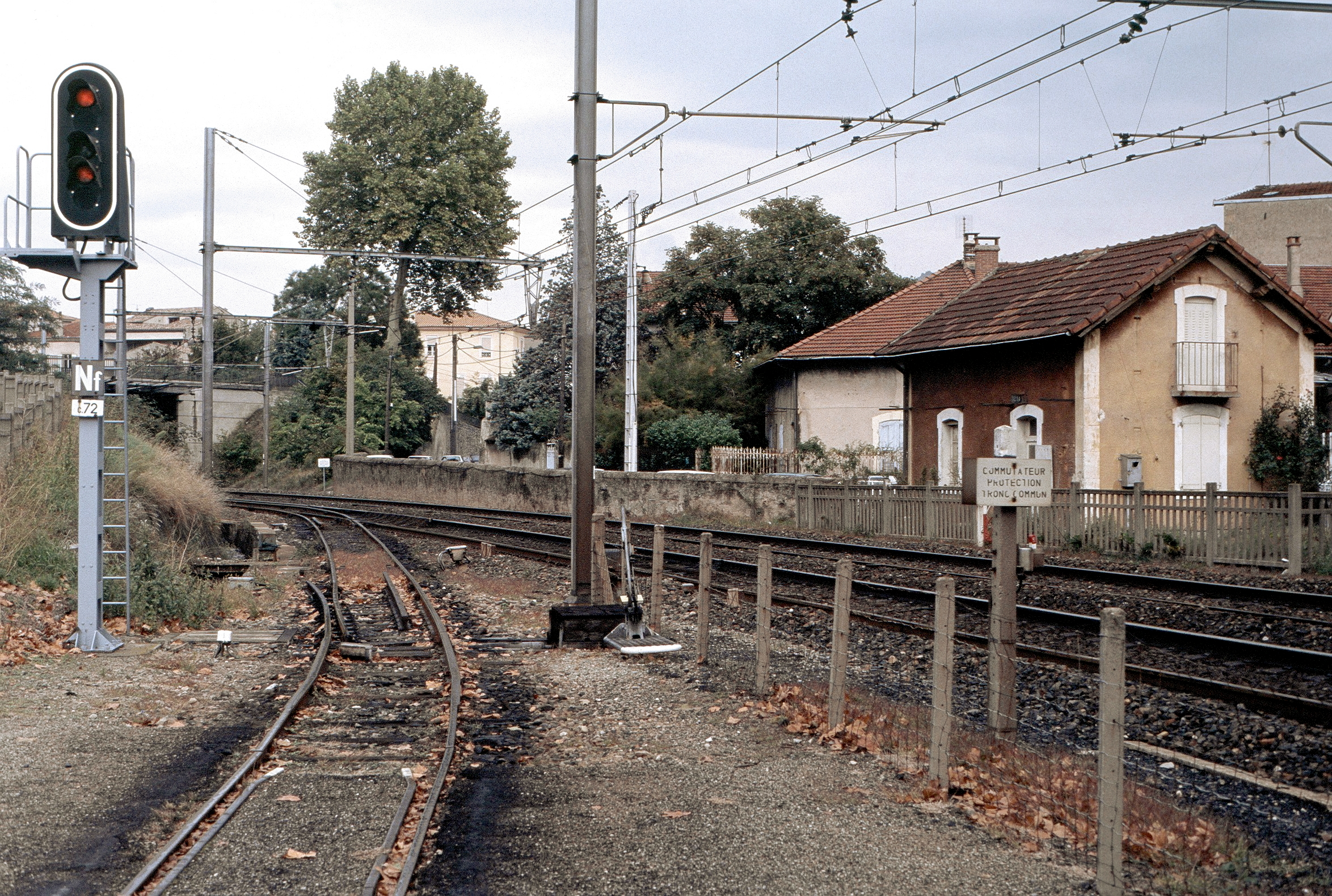
Mündung des Schmalspurgleises (mit Entgleisvorrichtung) in das westliche Gleis der Hauptbahn in Tournon, 1998

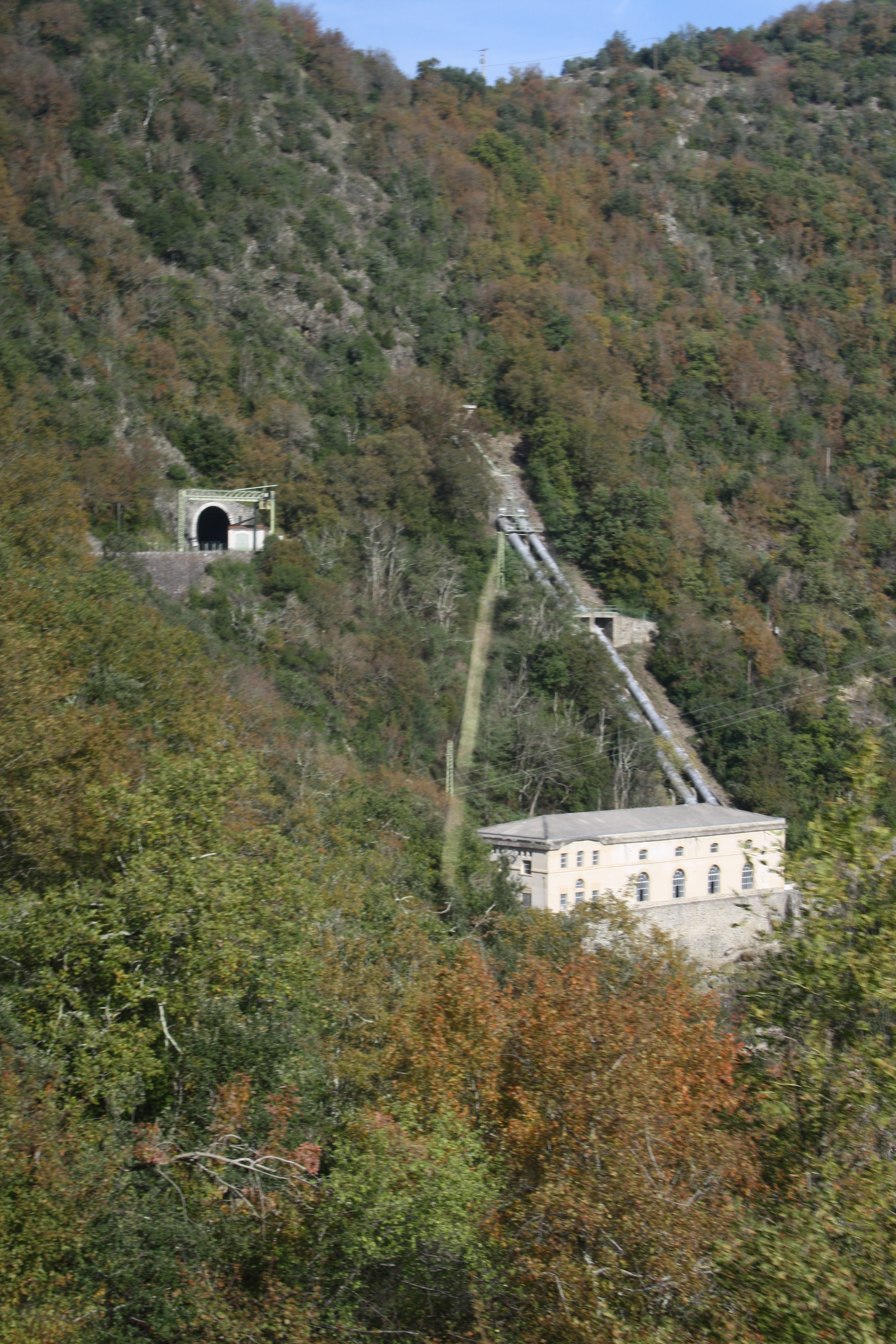
Tunnel de Mordane oberhalb des gleichnamigen Wasserkraftwerks

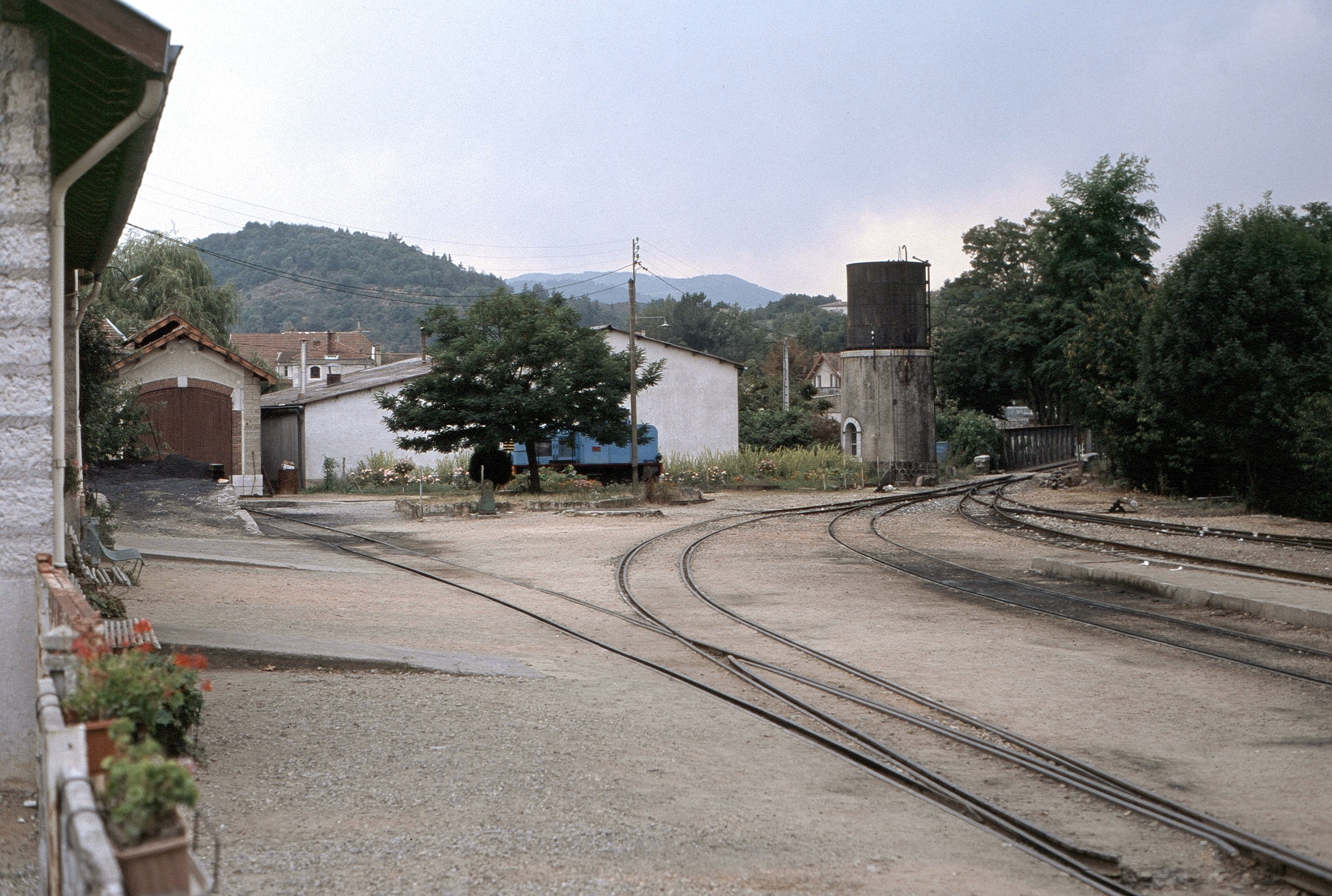
Lokschuppen und Wasserturm im Bahnhof Lamastre, Brücke mit ehemaliger Strecke nach Le Cheylard

Die Strecke entstand im Zuge des ersten Netzes im Vivarais. Es umfasste die Strecken Lavoûte-sur-Loire-Yssingeaux (eröffnet 1890), La Voulte-sur-Rhône–Le Cheylard und Tournon–Lamastre (beide 1891 eröffnet).
Die Inbetriebnahme der letzteren durch die Compagnie de chemins de fer départementaux (CFD) erfolgte am 12. Juli 1891. Den amtlichen Vorgaben entsprechend betrug der minimale Kurvenradius 100 m, der Oberbau begrenzte die zulässige Achslast auf 8 t. Die maximale Steigung betrug 20 ‰. Mit dem Dreischienengleis in Tournon wurde ein weiterer Tunnel oder eine Führung der Nebenbahn im Straßenraum vermieden, dafür mussten Zahlungen an die PLM geleistet werden.
Es verkehrte nur ein Zug auf der Strecke, der dreimal täglich zwischen den Endpunkten pendelte. Er führte neben Güterwagen Personenwagen der ersten, zweiten und dritten Klasse und legte die 32,6 km lange Strecke in beiden Richtungen in 1:25 h zurück, was einer Reisegeschwindigkeit von 23 km/h entsprach. Dabei hielten die kaum 200 PS starken Mallet-Lokomotiven mit 80 t Anhängelast auf der stetigen Steigung talaufwärts Geschwindigkeiten von mehr als 32 km/h ein, was hervorragender Lokführer und geschickter Heizer bedurfte. Dazu gab es einen Marktzug, der sonntags verkehrte.
Bereits vor der Inbetriebnahme der drei Strecken hatte die CFD über deren Erweiterung und Zusammenschluss zu einem Netz nachgedacht. Somit entstand die Idee des „Étoile du Cheylard“ (Stern von Le Cheylard) als Kreuzung zweier Achsen von Tournon nach Aubenas und von La Voulte nach Yssingeaux mit einem Abzweig in Richtung Dunières. Um diesen Plan zu verwirklichen war es nötig, die Täler zu verlassen und die Strecken über das Gebirge zu führen. Die amtlich genehmigten Steigungen wurden auf 32,5 ‰ erhöht.
Ab dem 11. Juli 1903 wurden die drei täglichen Zugpaare und der sonntägliche Marktzug im Tal des Doux über Lamastre hinaus bis Le Cheylard verlängert. Dabei wurde der 248 m lange Tunnel des Nonières durchquert, dessen schwieriger Bau die Eröffnung des Streckenabschnitts um mehrere Wochen verzögert hatte. Betriebsmittelpunkt der zusammengeführten Bahnen war fortan Le Cheylard. Die geplante Strecke nach Aubenas wurde nicht ausgeführt.
Der Personen- wie auch der Güterverkehr entwickelte sich positiv, nicht selten waren die Züge überfüllt. Die CFD ersuchte wiederholt nach der Erlaubnis, den sonntäglichen Marktzug auf 24 Wagen oder 60 Achsen verlängern zu dürfen. Hierfür wurde 1913 eine Ausnahmegenehmigung erteilt.

### 1914 bis 1944
Während des Ersten Weltkriegs wurde Personal eingezogen, im Jahr 1916 wurden Lokomotiven und Wagen requiriert und die Kohlenzuteilungen reduziert. Vier Jahre lang verkehrte nur noch ein tägliches Zugpaar, die Marktzüge entfielen weitgehend. Reisende mussten nicht selten auf provisorischen Bänken in Güterwagen Platz nehmen. Erst im Winter 1920 kam wieder ein zweites Zugpaar hinzu, 1922 war der alte Zustand schließlich wiederhergestellt.
In den 1930er Jahren schaffte die Betreibergesellschaft, um angesichts des aufkommenden Kraftfahrzeugverkehrs zu überleben, leichte Schienenbusse der Hersteller De Dion-Bouton und Billard an. 1938 hatten sie die Dampflokomotiven auf der Strecke weitgehend verdrängt, jenen blieb nur der Güterverkehr, der Personenverkehr an den Markttagen und ein einziger gemischter Zug. Die Dieselmotoren der kleinen Triebwagen erwiesen sich jedoch als störanfällig, ein zuverlässiger Verkehr konnte vor deren Austausch nach dem Zweiten Weltkrieg zunächst nicht gewährleistet werden.
Zwischen 1928 und 1938 hatte sich das Defizit der CFD vervierfacht, was den Unterhalt der Infrastruktur erschwerte. Insbesondere auf der „Hauptstrecke“ La Voulte–Dunières kam es wiederholt zu Entgleisungen aufgrund des verschlissenen Oberbaus. Der Zweite Weltkrieg führte zu einer Rationierung der Zuteilungen, so erhielt die Gesellschaft im Jahr 1942 nur 2000 statt der gewünschten 14 000 Schwellen. Bereits seit September 1939 verkehrten nur noch zwei tägliche Zugpaare auf der Strecke, die als gemischte Züge von Dampflokomotiven befördert wurden. Am 5. Januar 1943 entgleiste ein Zug kurz vor dem Viaduc du Garnier bei Kilometer 23 nordöstlich von Lamastre, wo fünf aufeinanderfolgende Schwellen gebrochen waren. Bis 1947 blieb dennoch eine grundlegende Erneuerung der Gleise aus.
Im Oktober 1935 war die Strecke aufgrund von Steinschlag nach Starkregen mehrere Tage lang gesperrt. Dagegen konnte der Verkehr am 3. August 1963, als der Doux innerhalb weniger Minuten um mehrere Meter anstieg und viele Menschen mit sich riss, aufrechterhalten werden.
Im November 1942 wurde das Gebiet der Unbesetzten Zone von den deutschen Truppen okkupiert. Die Besatzer durchsuchten die Fahrgäste im Endbahnhof Tournon, weshalb Passagiere mit Waren für den Schwarzmarkt schon vorher ausstiegen. Dies brachte dem kleinen Bahnhof Saint-Jean-de-Muzols bis 1944 hohe Zahlen an ein- und aussteigenden Personen.
Als Folge der Kriegsereignisse, während deren Endphase sich das Netz der CFD zwischen der von den Deutschen kontrollierten Zone und von der Résistance gehaltenen Gebieten befand, wurde der Verkehr auf der Strecke Tournon–Le Cheylard im April 1944 eingestellt. Der Beschuss des Orts Le Cheylard Anfang Juli 1944, wo sich die Kommandozentrale der Armée secrète befand, sowie ein deutscher Luftangriff Mitte jenes Monats, führten zu schweren Schäden am dortigen Bahnbetriebswerk und Rollmaterial. Darüber hinaus blieb das Netz beim Rückzug der Wehrmacht aber weitgehend intakt, auch wurde keine der Brücken gesprengt. Dieser Umstand ermöglichte, im Gegensatz zu schwerer beschädigten Schmalspurbahnen, die Reaktivierung der Strecken, denn Mittel für deren Wiederaufbau sah der Marshallplan nicht vor.

### Nachkriegszeit

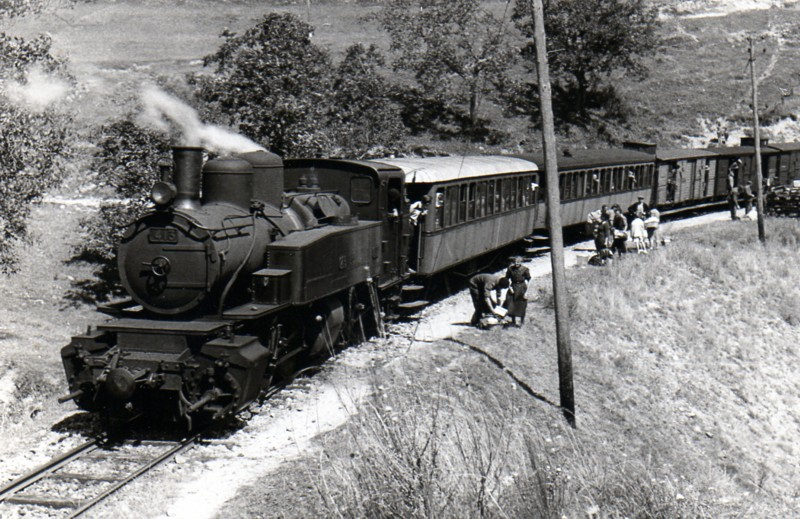
Marktzug mit Lokomotive 413 in La Pras, 1953

Während der ersten drei Jahre nach der Befreiung wurden die wichtigsten Instandsetzungsarbeiten ausgeführt. Die seit Kriegsbeginn stillstehenden Schienenbusse wurden reaktiviert. 1948 und 1949 erwarb die CFD drei Diesellokomotiven und leitete damit das Ende der Dampftraktion im Güterverkehr ein. Obwohl die Strecke Tournon–Le Cheylard das geringste Defizit im Netz erwirtschaftete, wurde seitens des Corps des ingénieurs des ponts et chaussées 1951 erstmals ihre Stilllegung vorgeschlagen. In den folgenden Jahren wurde diese Forderung wiederholt gestellt, am 31. Oktober 1968 verkehrte schließlich der letzte Zug. 1970 wurde das Gleis zwischen Le Cheylard und Lamastre abgebaut, der weiterführende Abschnitt bis Tournon blieb jedoch erhalten.

## Fahrzeuge
Von Anfang an verkehrten auf der Strecke Tenderlokomotiven mit der Achsfolge 1’C (französisch: 130T), aufgrund der kurvenreichen Trassierung wurden vor schweren Zügen aber auch vier- und sechsachsige Maschinen der Bauart Mallet eingesetzt.
Nach dem Zweiten Weltkrieg erfolgte die sukzessive Umstellung von Dampf- auf Dieseltraktion. 1949 kamen mit den „Locotracteurs“ X und Y zwei Maschinen auf die Strecke, die auf den Fahrgestellen zweier Dampflokomotiven aus dem Jahr 1887 aufgebaut worden waren. 1963 wurde die 207 PS starke Kleinlokomotive 040-003 geliefert, die 1971 zunächst zu den CP und drei Jahre später zu den CFC kam.
Die Schienenbusse von De Dion-Bouton und Billard, die ab 1934 bzw. 1938 beschafft worden waren, liefen bei Bedarf mit ein- und zweiachsigen Güterwagen, die Triebwagen von Billard auch mit Beiwagen für den Personenverkehr.

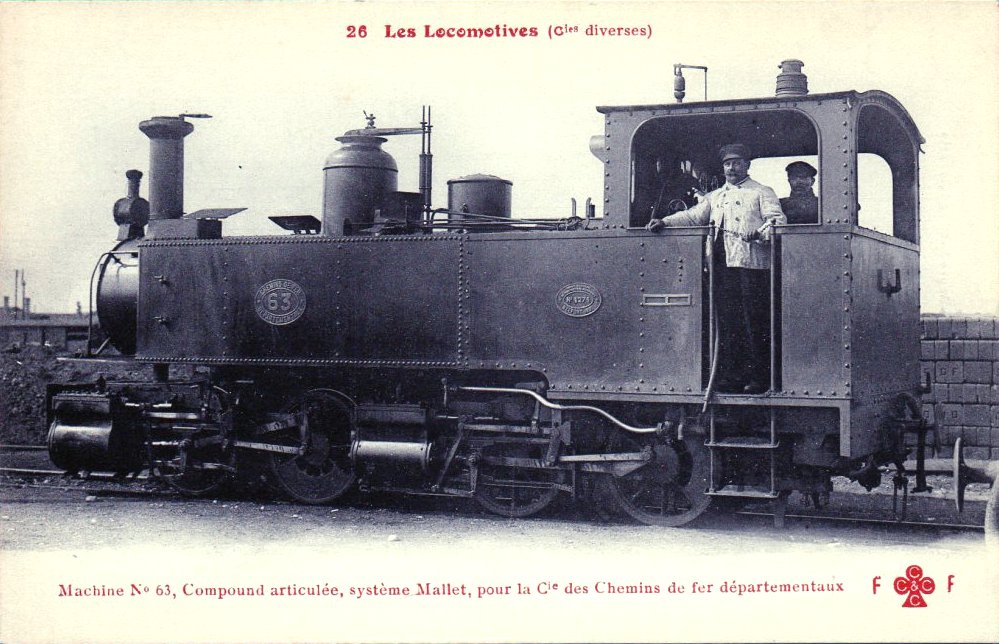
Mallet-Lokomotive Nr. 63 der CFD von 1891 (SACM)
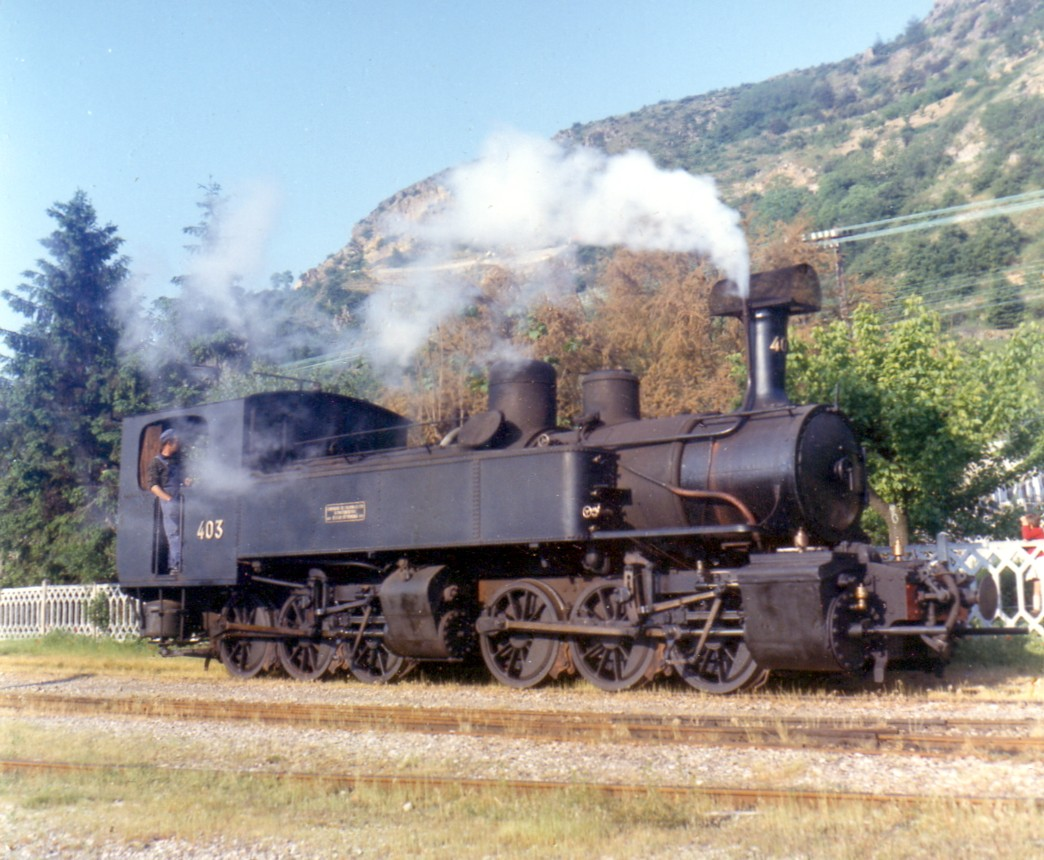
Sechsachsige Mallet Nr. 403 (SLM), 1968
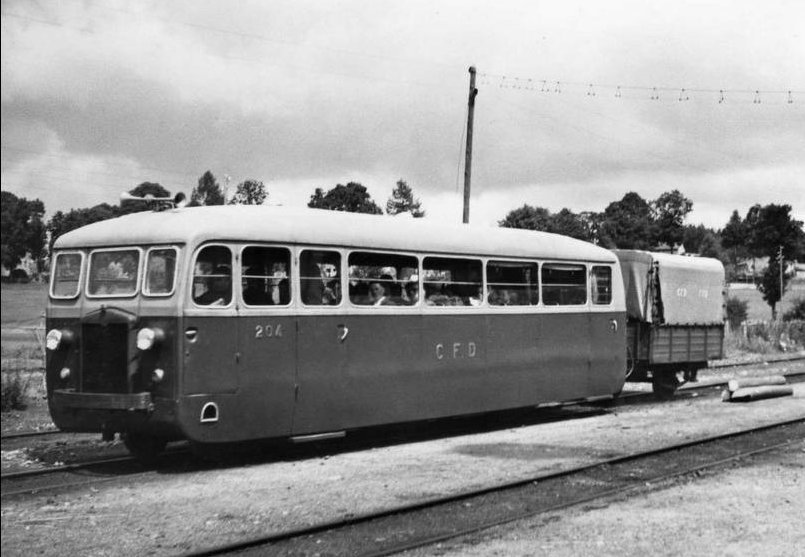
De-Dion-Bouton-Triebwagen mit einachsigem Anhänger
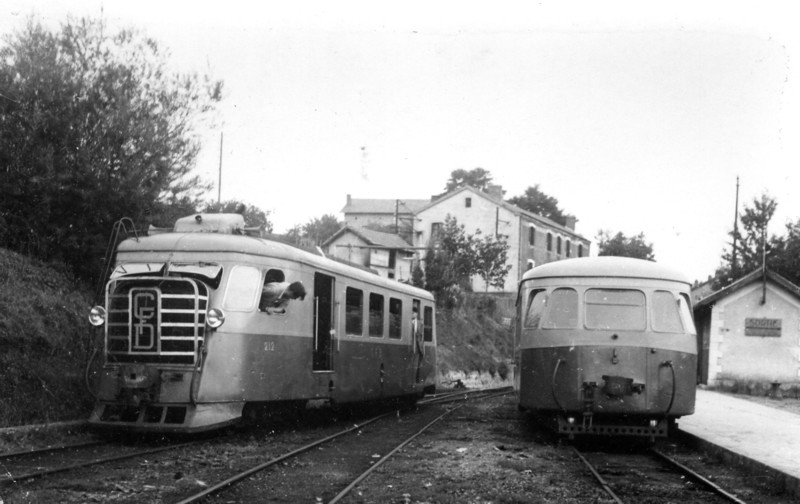
Billard-Triebwagen und Beiwagen der CFD

## Museumsverkehr

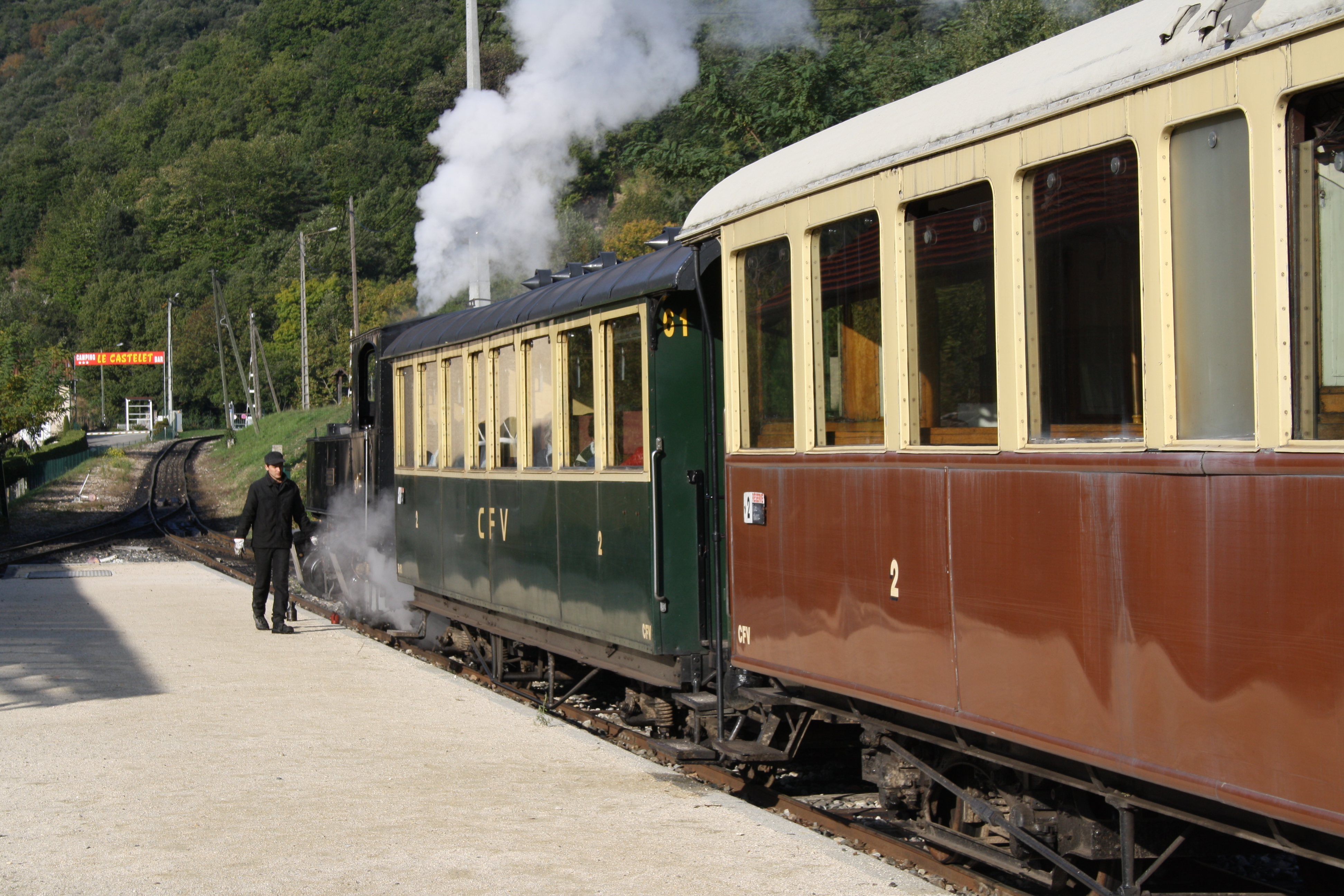
Museumszug mit Mallet-Dampflokomotive vor aus der Schweiz stammenden Wagen im Bahnhof Tournon–St.-Jean-de-Muzols

Am 14. Juni 1969 verkehrte zwischen Lamastre und Saint-Jean-de-Muzols erstmals ein Museumszug, sieben Monate später konnte auch der dreischienige Abschnitt bis zum Bahnhof Tournon wieder befahren werden. Die offizielle Einweihung der Museumsstrecke erfolgte am 18. April 1970.
Von 2008 bis 2012 ruhte der Museumsverkehr. Westlich von St. Jean-de-Muzols wurde unweit des ehemaligen Haltepunkts Douce-Plage der Bahnhof Tournon-St. Jean-de-Muzols neu errichtet. Er dient seit 2013 als neuer Ausgangspunkt für die Züge des „Train de l'Ardèche“ in Richtung Lamastre.

## Sonstiges
Am späten Nachmittag des 4. Juli 1944 kaperten vierzig Personen einen De Dion-Bouton-Triebwagen auf dem Weg von Saint-Jean-de-Muzols nach Douce-Plage. Es handelte sich um Mongolen – ehemalige Soldaten der Roten Armee – die während der Schlacht von Stalingrad gefangen genommen und zum Dienst in der Wehrmacht gezwungen worden waren. Der Triebfahrzeugführer versuchte auf deren Befehl hin, den sie auf Motorrädern verfolgenden deutschen Soldaten mit höchstmöglicher Geschwindigkeit in die Berge zu entkommen. Kurz hinter Saint-Epine holten jene den Zug ein: Zwei der Fliehenden wurden sofort getötet, zwei weitere verletzt. Von denen, die in die Natur entkommen konnten, wurden mehrere wegen ihrer deutschen Uniformen von Widerstandskämpfern irrtümlich erschossen.